# Admiralität (Sankt Petersburg)

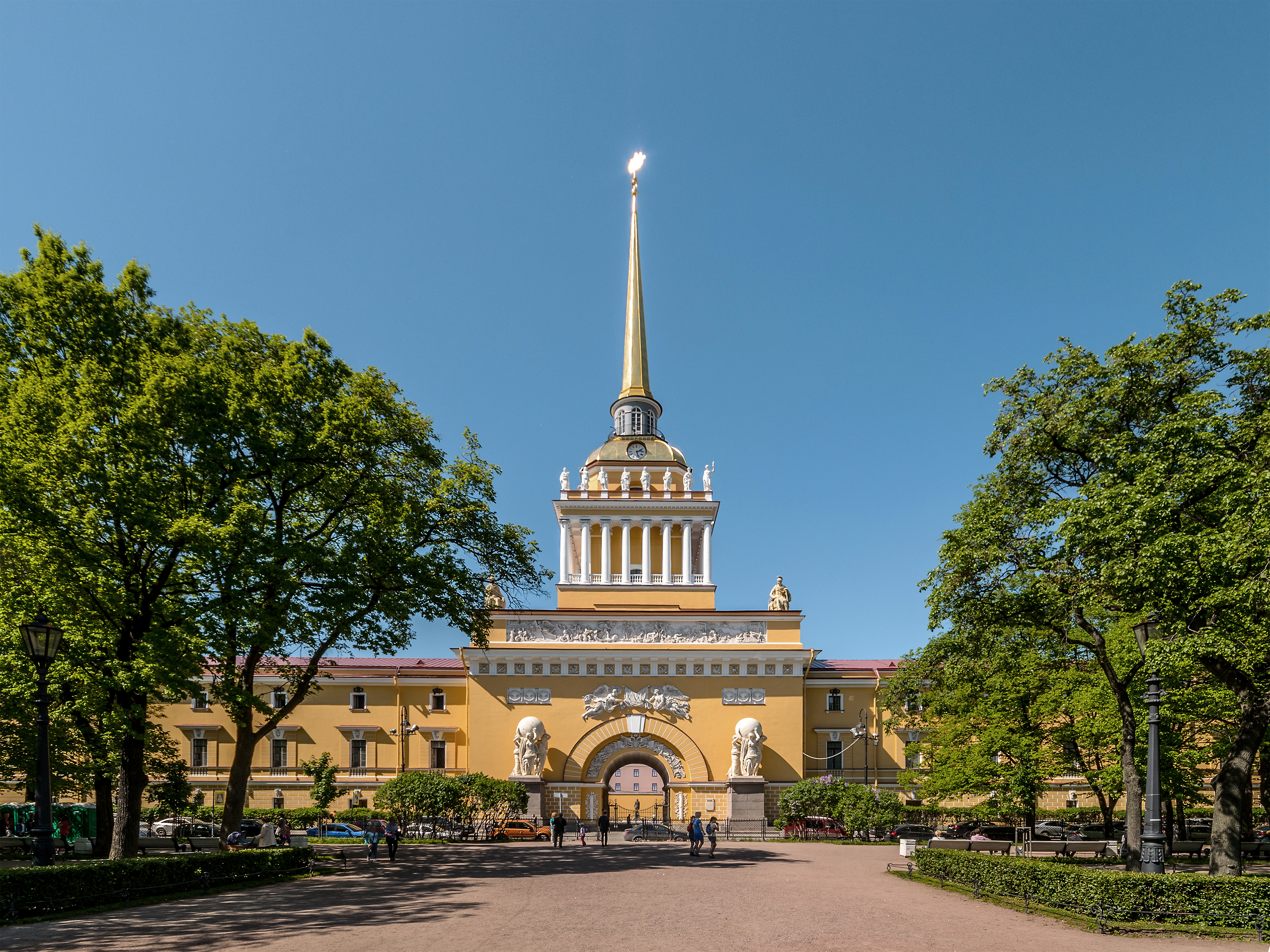
Admiralität

Die Admiralität (russisch Адмиралтейство) ist ein Architekturdenkmal Sankt Petersburgs und stellt ein Musterbeispiel des russischen Klassizismus dar. Das Schiff auf der Spitze der Admiralität ist mit dem Ehernen Reiter und den Konturen der geöffneten Schlossbrücke eines der Symbole der Stadt.
Das Gebäude beherbergt das Oberkommando der Russischen Marine. (Zwischen 1925 und 2012 befand sich das Hauptquartier in Moskau.) Die Admiralität ist in weiten Teilen der Sankt Petersburger Innenstadt gut sichtbar, bildet sie doch den Ausgangspunkt einiger ihrer zentraler Hauptachsen – den Prospekten. Aufgrund dieser exponierten Lage bildet sie mithin den zentralen Bezugspunkt, auf den die gesamte Stadt ausgerichtet ist.

## Geschichte

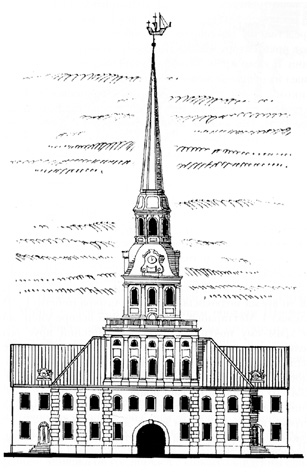
Turm der Admiralität. Stich eines unbekannten Künstlers

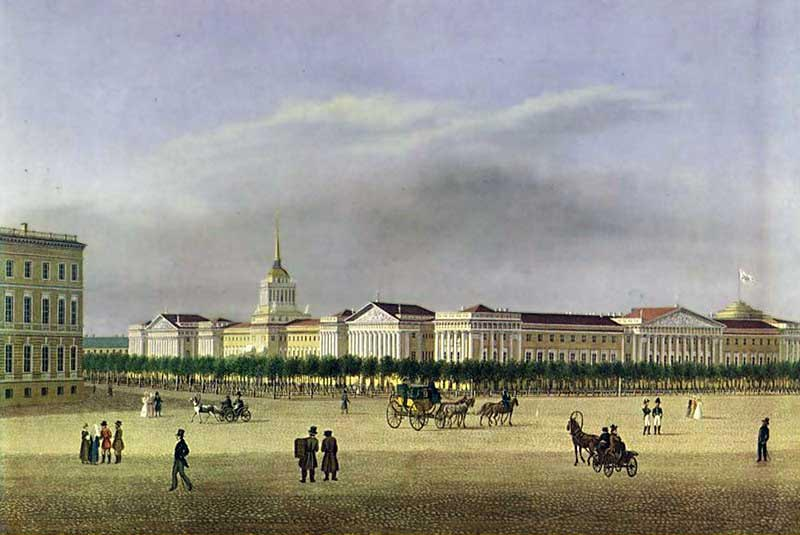
Die Admiralität um 1810, Lithografie von Barth

Mit dem Bau wurde am 5. November 1704 begonnen. Der Ort wurde gewählt, weil die Fahrrinne der Newa hier am tiefsten war. Anfänglich wurde die Admiralität als Werft nach persönlichen Plänen des Zaren Peter des Großen gebaut. In Kriegszeiten musste die Werft geschützt werden, deshalb stellte die Admiralität 1706 eine Festung dar. Sie war mit Erdwällen und fünf Bastionen umgeben. Am 29. April 1706 fand der erste Stapellauf statt. 1715 arbeiteten in der Admiralität etwa 10.000 Menschen. Die Admiralität war zu der Zeit ein eingeschossiger Bau in Form eines U mit der offenen Seite zur Newa. Im Gebäude befanden sich Lagerräume, Werkstätten, Schmieden und Verwaltungsräume. Von 1709 bis 1917 befand sich auf dem Gelände der Admiralität die Modelkamera, die sich später zum Zentralen Marinemuseum weiterentwickelte.
1719 wurde die Admiralität erstmals umgebaut. Im Zuge der Arbeiten am Tor wurde eine Spitze mit der Figur eines Schiffs aufgesetzt. In der vergoldeten Kugel unterhalb des Schiffes befinden sich Goldmünzen, die zur Zeit der Stadtgründung Sankt Petersburgs geprägt wurden.
Als Peter der Große starb, war seine weitgehend hier erbaute Flotte die stärkste im ganzen Baltikum. 
1732 bis 1738 wurde nach Plänen des Architekten Iwan Kusmitsch Korobow das Steingebäude der Admiralität gebaut. In der Mitte über dem Tor wurde ein schlanker Turm mit vergoldeter Spitze errichtet, auf der in 72 m Höhe eine Schiffssilhouette angebracht wurde. Die originale Schiffsfigur auf der Spitze wurde 1815 ersetzt. Das zweite Schiff wurde 1886 bei einer Renovierung gegen eine Kopie ausgetauscht und befindet sich seither im Zentralen Marinemuseum.
Seit den 1740er Jahren wurde die Gegend um die Admiralität für Militärübungen und als Viehweide genutzt. An Feiertagen fanden auf der Admiralitätswiese Volksfeste und Jahrmärkte statt. Am Ende der Regierungszeit Katharinas II. im letzten Viertel des 18. Jahrhunderts wurde der südliche Teil der Wiese bebaut.
Die Anlage der Admiralität beförderte die zunehmende städtebauliche Bedeutung des südlichen Newa-Ufers gegenüber der ursprünglich als Stadtkern geplanten Wassiljewski-Insel.
1806 bis 1823 wurde die alte Schiffswerft in ein Verwaltungsgebäude im monumentalen Stil des russischen Klassizismus umgebaut. Die vergoldete Spitze des Turmes bildete den Abschluss dreier wichtigen Straßen Petersburgs: der Gorochowa-Straße, des Newski-Prospekts und des Wosnjesjenski-Prospekts. 
Die Festungsbauten und die Einrichtung der Werft wurden bis auf den nun selbständiger hervortretenden Turm grundlegend umgestaltet, und nach dem Entwurf des Architekten Andrejan Dmitrijewitsch Sacharow entstand ein neues, 407 Meter langes Gebäude. 
Das neue Admiralitätsgebäude erhielt Skulpturen von Stepan Stepanowitsch Pimjenow, Wassil Iwanowitsch Demut-Malinowski und A. Anisimow.
Auf den beiden Seiten des Triumphbogens wurden riesige Skulpturen von Fjeodosij Fjodorowitsch Stschedrin aufgestellt, die von Nymphen getragene Erdkugeln darstellen.

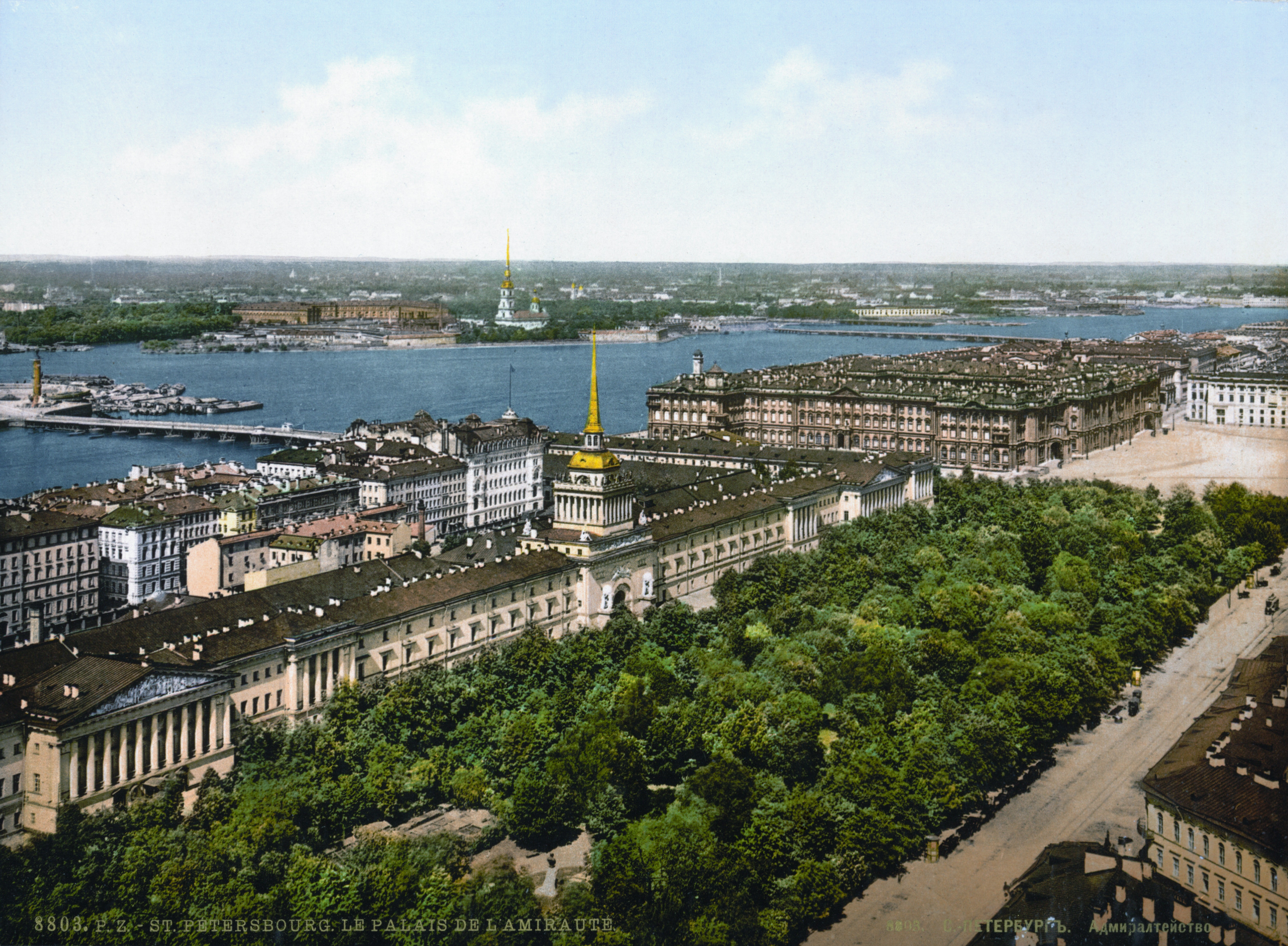
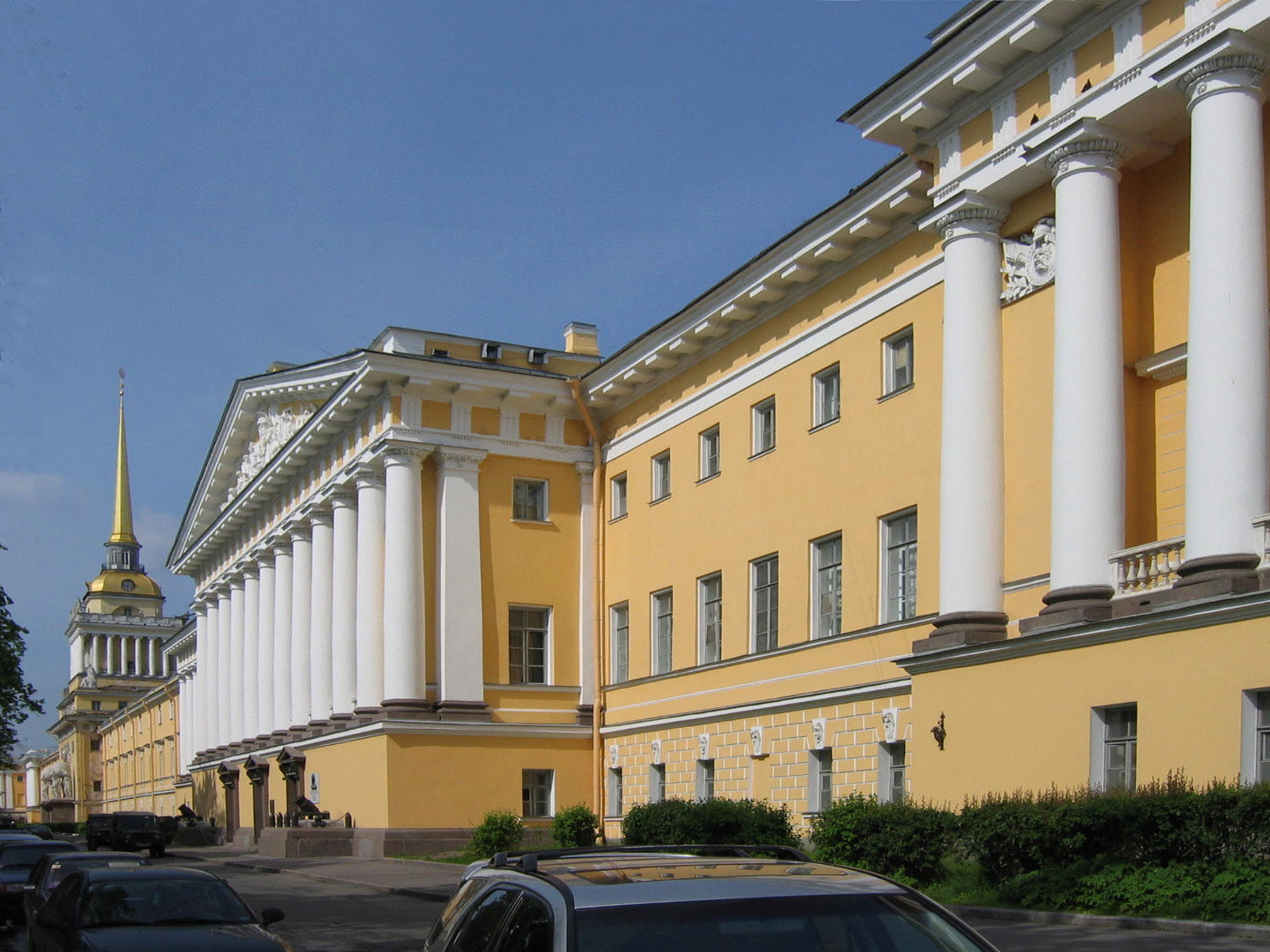
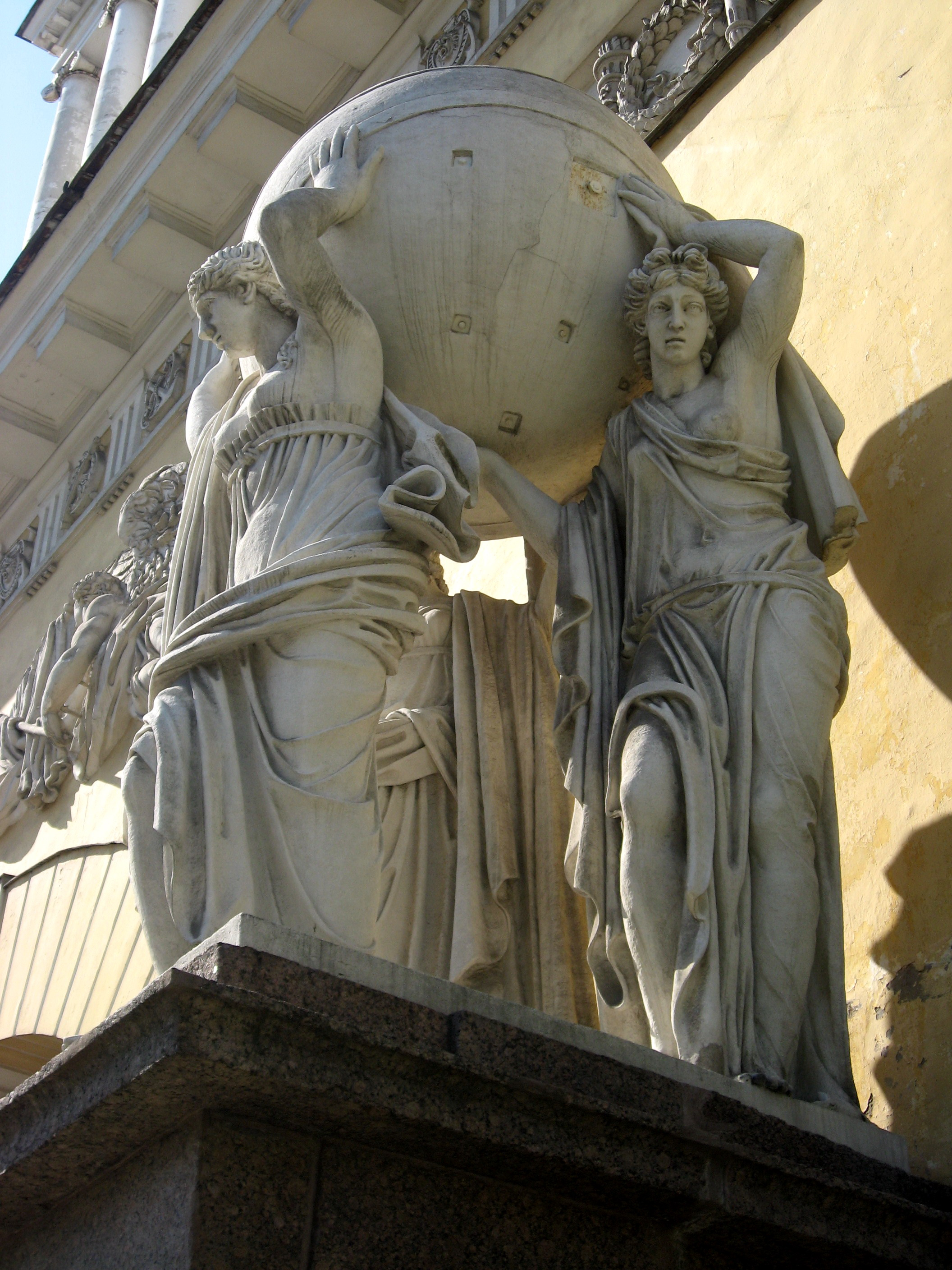
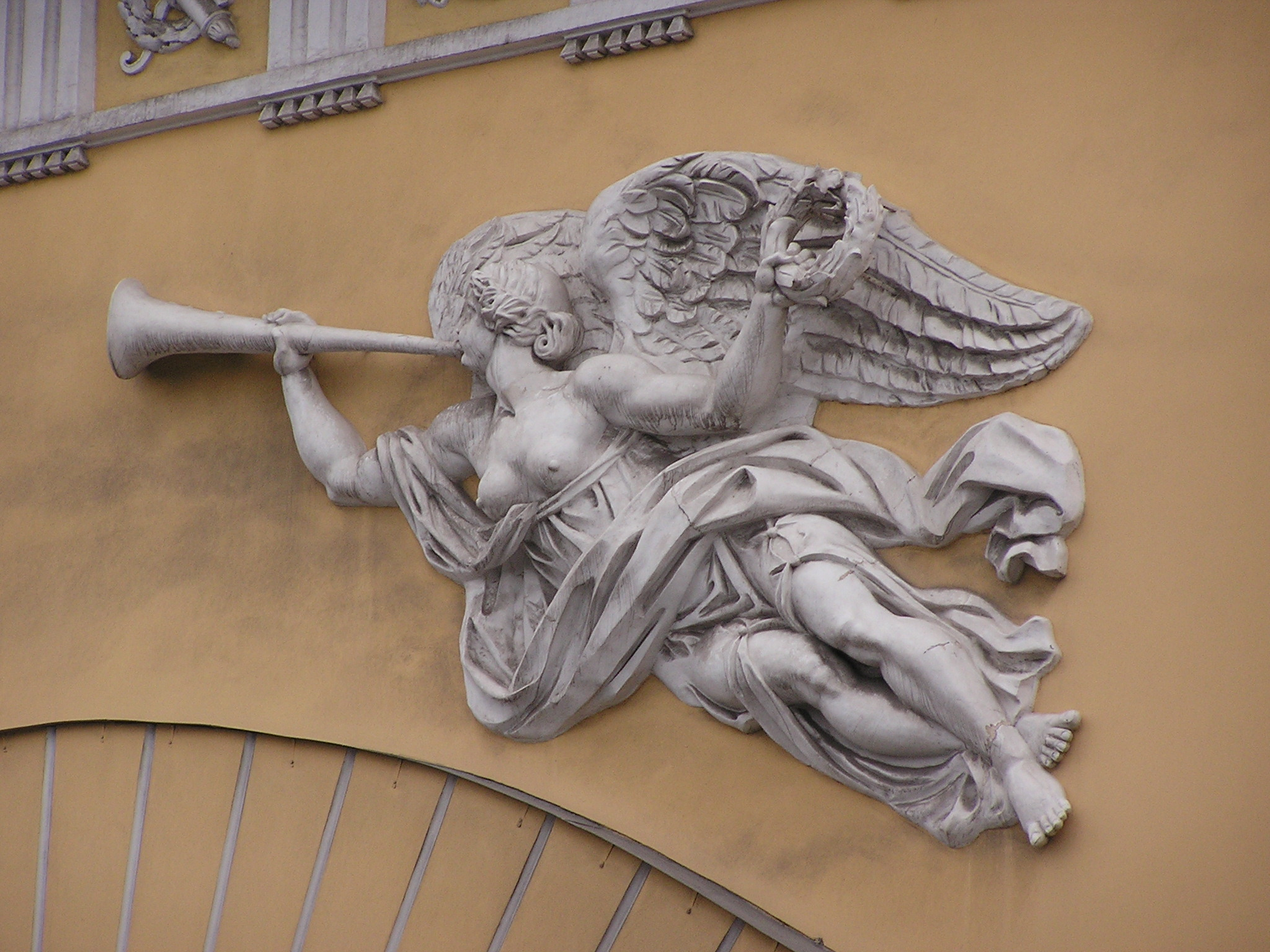
Genius des Ruhms, Torbogen der Admiralität (Iwan Terebenjow)